# Сэвидж, Томас (писатель)
То́мас Сэ́видж (англ. Thomas Savage; апрель 1915 — 25 июля 2003) — американский писатель. Публиковал свои романы с 1944 по 1988 год. Его жена умерла в 1989 году, а сын — тоже писатель — был насмерть сбит машиной в 2001 году. Всего у него было трое детей. Состоя в браке, он несколько раз имел продолжительные отношения с мужчинами.
Сэвидж писал о Диком Западе. Его роман «Власть пса» (1967) был экранизирован в 2021 году. За последнюю свою книгу — «The Corner of Rife and Pacific» (1988) — он получил награду Pacific Northwest Booksellers Association Award.  

## Награды
- Honoris causa (1954)[8].
- Стипендия Гуггенхайма (1979).
- Pacific Northwest Booksellers Association Award (1989).

## Книги
Романы
- The Pass (1944).
- Lona Hanson (1948).
- A Bargain with God (1953).
- Trust in Chariots (1961).
- Власть пса (1967).
- The Liar (1969).
- Daddy's Girl (1970).
- A Strange God (1974).
- Midnight Line (1976).
- I Heard My Sister Speak My Name (1977).
- Her Side of It (1981).
- For Mary with Love (1983).
- The Corner of Rife and Pacific (1988).